# Groupe De Boeck
Pour les articles homonymes, voir Boeck.
 (février 2019).
L’éditeur De Boeck a été fondé en 1889, la constitution du Groupe De Boeck — De Boeck, Dessain, Larcier, Duculot, Estem, Bruylant, Promoculture, Solal — a été progressive et s'est accélérée depuis la fin des années 1980. Société familiale jusqu'en 2007, il a été racheté en mars 2007 par le groupe d'édition Editis (filiale de Wendel Investissement puis de Planeta) qui l'a cédé en avril 2011 au groupe d'investissement Ergon Capital.

## Description
Le groupe De Boeck s'est donné pour mission de développer un pôle d’édition indépendant, international, multisupport (livres, web, CD-ROM), présent dans les différents domaines de l’édition spécialisée : scolaire, universitaire, scientifique, formation et information professionnelle. L’éditeur propose en français et en néerlandais, une large palette d’ouvrages sur les nombreux domaines du savoir.

## Groupe
Ce groupe est composé des maisons d'éditions suivantes :
- De Boeck
- De Boeck Supérieur, fondée en 1986, est une maison d'édition à destination du monde universitaire francophone. De Boeck Supérieur édite des livres de psychologie, de didactique, pédagogie (sciences de l'éducation) ; des livres d'économie, de management et de gestion ; des livres de physique, et de sciences de la Terre et de sciences de l'Univers ; des livres de chimie, biochimie, biologie et de biologie cellulaire ; des livres d'informatique, de mathématiques ; des livres de neurosciences et de médecine. De Boeck Supérieur est aussi éditeur de revues de chercheurs à comité de lecture[1]. Cette maison d'édition fait partie depuis 2015 du Groupe Albin Michel[2].
- Duculot, fondée en 1919, est l'éditeur du Bon Usage, la grammaire française de renommée mondiale de Maurice Grevisse, revue par André Goosse.
- Éditions Larcier et Éditions Bruylant : éditent des ouvrages à destination des étudiants et des professionnels du droit
- Estem : édite des ouvrages à destination des étudiants en médecine, des infirmières et des professions para-médicales

### Note
- Cet article est partiellement ou en totalité issu de l'article intitulé « De Boeck Supérieur » (voir la liste des auteurs).